# Tritteling-Redlach
Tritteling-Redlach (Duits: Trittelingen-Redlach) is een gemeente in het Franse departement Moselle (regio Grand Est) en telt 401 inwoners (1999). De plaats maakt deel uit van het arrondissement Forbach-Boulay-Moselle.

## Geografie
De oppervlakte van Tritteling-Redlach bedraagt 6,0 km², de bevolkingsdichtheid is 66,8 inwoners per km².
De onderstaande kaart toont de ligging van Tritteling-Redlach met de belangrijkste infrastructuur en aangrenzende gemeenten.

## Demografie
Onderstaande figuur toont het verloop van het inwonertal (bron: INSEE-tellingen).